# Best Friend (песня Брэнди)
«Best Friend» — песня американской соул-исполнительницы Брэнди из её дебютного студийного альбома Brandy (1994). Она была написана Китом Краучем и Гленом МакКинни, а продюсированием занимался первый. Песня была посвящена ее брату Ray J.
Песня была выпущена в качестве третьего сингла альбома 27 июня 1995 года. Она имела успех, заняв 11-е место в Новой Зеландии и 34-е место в американском Billboard Hot 100. Однако в американском чарте Hot R&B/Hip-Hop Songs она заняла 7-е место. Песня также прозвучала в хитовом сериале Moesha, где Ким и она (Графиня Вон) были чирлидерами в финальной сцене второго эпизода «Friends», который вышел в эфир в начале 1996 года. Брэнди исполнила песню на шоу Soul Train (июнь 1995 года) и Showtime at the Apollo (октябрь 1995 года).

## Отзывы
В своей рецензии для Billboard Ларри Флик написал: «Репутация Бренди как одного из самых свежих молодых талантов, появившихся в последнее время, продолжает расти. Третий сингл с одноименного сборника, созданный в духе джип-поп-вибраций „I Wanna Be Down“ и „Baby“, в то же время отличается несколько более жестким грувом в буйных ремиксах Троя Тейлора и Чарльза Фаррара. При этом милая и по-девичьи душевная подача Брэнди всегда в центре внимания — как и заразительный хук песни. Еще один нестандартный успех». В ретроспективном обзоре коллега Флика по Billboard Кловер Хоуп написал, что «отношения Брэнди с ее младшим братом Ray J хорошо известны. Этот легкомысленный трек […] послужил суперлюбовной одой связям братьев и сестер. Не обращайте внимания на то, что в нем много сыра („Friends are there through thick and thin“)».
Грант Ринднер из Oprah Daily отметил, что песня «милая и неизменно удивительная, со всплесками флейты и эксцентричной перкуссией, приправляющими эту нежную семейную дань. Подача Брэнди также выделяется, поскольку она опускается до самой низкой точки своего вокального диапазона, создавая хриплый рашпиль». Натали Махер из Harpers Bazaar назвала «Best Friend» "выделяющейся из начинающего каталога [Брэнди], поскольку она парит над воздушным инструменталом, провозглашая: «Ты всегда был здесь, рядом со мной, / Поэтому я называю тебя своим лучшим другом».[10] В рецензии на родительский альбом Брэнди, журнал Complex отметил, что «даже когда все становится немного приторным, как в […] „Best Friend“», смесь острого соула и хип-хоп производства альбома удерживает головы от подпрыгивания, а вещи от скатывания в банальность".

## Музыкальное видео
Сопровождающий клип на песню «Best Friend» был снят режиссером Мэтью Ролстоном в 1995 году. В частично черно-белом, частично цветном клипе Норвуд и ее бэк-труппа демонстрируют свои навыки танца в стиле хип-хоп перед гаражом. Ray J появляется в клипе в роли самого себя, играя большую роль в первой половине клипа, когда Норвуд пытается удержать его от пожилой женщины, с которой он танцует на танцполе. По поводу его появления Норвуд сказала: «Было так весело просто работать с ним, потому что это никогда не похоже на работу, когда мы работаем вместе. Мы были просто молоды, и нам было так весело».

## Список треков
Все треки написаны Keith Crouch и Glenn McKinney.
| №  | Название                                                   | Продюсеры                      | Длительность |
| -- | ---------------------------------------------------------- | ------------------------------ | ------------ |
| 1. | «Best Friend» (Radio Edit)                                 | Crouch                         | 4:17         |
| 2. | «Best Friend» (Character R&B Mix при участии Channel Live) | Charles Farrar Troy Taylor     | 5:33         |
| 3. | «Best Friend» (Rocappella Beat Box)                        | Crouch Bread & Butter [a]      | 4:54         |
| 4. | «Best Friend» (Midday Club Mix)                            | Farrar Taylor A Guy Named Fred | 7:24         |

- ↑  дополнительный продюсер

## Чарты

### Еженедельные чарты
| Чарт (1995)                           | Высшая позиция |
| ------------------------------------- | -------------- |
| Новая Зеландия (Recorded Music NZ)    | 11             |
| США (Billboard Hot 100)               | 34             |
| 4                                     |                |
| США (Billboard Hot R&B/Hip-Hop Songs) | 7              |
| США (Billboard Rhythmic)              | 17             |